# كلارا دان فون نيومان
كلارا دان فون نيومان (بالمجرية: Dán Klára) (و. 1911 – 1963 م) هي عَالِمَة حاسوب، ومهندسة، ومتزلجة فنية مجرية، ولدت في بودابست، توفيت في سان دييغو، عن عمر يناهز 52 عاماً، بسبب غرق.